# 徐义庄祠
31°21′39″N 119°49′13″E / 31.36082°N 119.82019°E
徐义庄祠又称徐文靖祠、阁老厅，位于中国江苏省无锡宜兴市宜城街道茶东新村内，最初为明弘治时由徐溥出资兴建的义庄，徐溥去世后改为纪念徐溥的祠堂。建筑坐北朝南，原南临荆溪，有东西两路各四进，因二十世纪九十年代末宜兴旧城改造，今只存东路后三进，第三进“保义堂”北墙上嵌有苏轼《楚颂贴》（上有徐溥本人题跋）等多块碑刻。今为2012年所修缮。